# Dannevirke (New Zealand)
 For alternative betydninger, se Dannevirke (flertydig). (Se også artikler, som begynder med Dannevirke)
Dannevirke (māori: Tāmaki-nui-a-Rua) er en by på New Zealands nordø, som blev grundlagt af skandinaviske emigranter i midten af 1800-tallet. Byen er opkaldt efter det 14 km lange fæstningsanlæg Dannevirke i Sydslesvig. Oprindeligt boede i området to maoristammer. Dannevirke er den største by i distriktet Tararua.

## Historie
Byen blev bygget i 1872 af danske og norske familier, som ankom til området som nybyggere. De kom med de to skibe Ballarat og Hovding. En storbrand i 1917 ødelagde mange bygninger, men de blev hurtigt genopbygget.
I dag bor cirka 4.400 mennesker i Dannevirke og yderligere 5.800 i oplandet. Byen er præget af den lange hovedgade (High Street), hvor de fleste af byens forretninger findes. I byens nordlige udkant ligger den 20 hektar store naturpark Dannevirke Domain. I nærheden af parken ligger byens gamle kirkegård. Området omkring byen er præget af mælke- og uldproduktion.

## Trivia
Antipode til Dannevirke er Madrid forstaden Getafe, hvor Michael Laudrup tidligere var træner for det lokale fodboldhold.

## Ekstern link
- Dannevirke på Tararua.net Arkiveret 13. februar 2008 hos  Wayback Machine

40°12′S 176°6′Ø / 40.200°S 176.100°Ø